# Bistum Wonju
Das Bistum Wonju (lat.: Dioecesis Voniuensis, kor.: 천주교 원주교구) ist eine in Südkorea gelegene römisch-katholische Diözese mit Sitz in Wonju.

## Geschichte
Das Bistum Wonju wurde am 22. März 1965 durch Papst Paul VI. mit der Apostolischen Konstitution Fidei propagandae aus Gebietsabtretungen des Bistums Chuncheon errichtet und dem Erzbistum Seoul als Suffraganbistum unterstellt. Am 29. Mai 1969 gab das Bistum Wonju Teile seines Territoriums zur Gründung des Bistums Andong ab.

## Bischöfe von Wonju
- Daniel Tji Hak Soun, 1965–1993
- James Kim Ji-seok, 1993–2016
- Basil Cho Kyu-man, seit 2016